# 松前景広
松前 景広（まつまえ かげひろ）は、江戸時代前期の武士。

## 略歴
松前藩初代藩主・松前慶広の六男として誕生。
慶長7年（1602年）、父・慶広の命で父の母方の祖父・河野季通の名跡を継ぎ、河野氏当主の通称である加賀右衛門を称した。しかし松前姓に復姓し、父の死後から宗家の藩主を補佐した。寛永20年（1643年）に隠居し、快安と号して出家した。
明暦4年（1658年）1月18日に死去。享年59。
信仰心が非常に厚く、多くの神社仏閣を建立した。